# Torneo de ajedrez

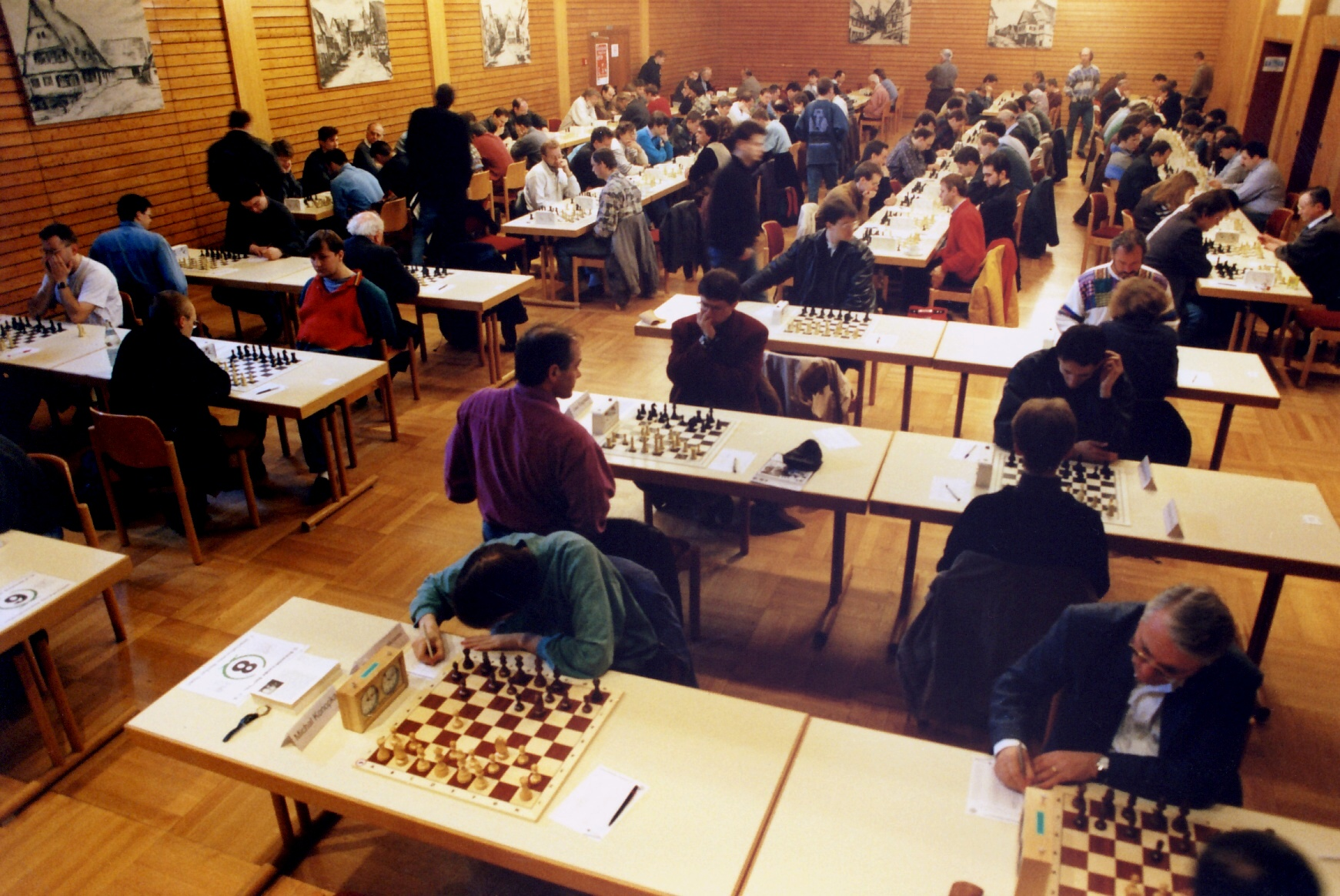
Torneo de ajedrez en Alemania.

Un torneo de ajedrez es una serie de partidas de ajedrez, jugadas competitivamente para determinar un ganador, ya sea individual o en equipo.
De los torneos de ajedrez individuales, el Torneo Internacional Ciudad de Linares (ahora desaparecido) y el torneo Tata Steel están entre los más reconocidos. De los torneos por equipos las Olimpíadas de ajedrez son el torneo que cuenta con más jugadores, los cuales compiten por su país de la misma manera que en los Juegos Olímpicos. Desde 1950 los programas de ajedrez tienen sus torneos mediante el ajedrez por computadora.

## Historia
El primer torneo de ajedrez tiene lugar en 1575, en Madrid, bajo el auspicio de Felipe II. Se dieron cita los cuatro mejores jugadores del momento de ajedrez;  los sacerdotes españoles Ruy López de Segura y Alfonso Cerón y los italianos Paolo Boi y Leonardo da Cutri. Felipe II, que como muchos otros nobles era aficionado al ajedrez, entregó al ganador una capa de armiño, mil ducados y ordenó la exención de impuestos para su pueblo natal.
Desde el primer torneo internacional de ajedrez con vocación de celebrarse regularmente, el Londres 1851, los torneos de ajedrez se han convertido en la forma estándar de competición de ajedrez entre los jugadores.

## Formatos
En los torneos por equipos como la Olimpíada de ajedrez, un equipo se compone de varios jugadores clasificados según su fuerza de juego, y cada jugador se enfrenta al jugador que ocupe la misma posición dentro del equipo oponente. También existe el sistema Scheveningen, que enfrenta únicamente a dos equipos entre sí, y en el cual cada jugador de un equipo se enfrenta a cada jugador del equipo contrario.
Los torneos de ajedrez durante su desarrollo, están bajo la supervisión de un árbitro o no habiéndolo, mediante un delegado que cumpla sus funciones.

## Puntuación

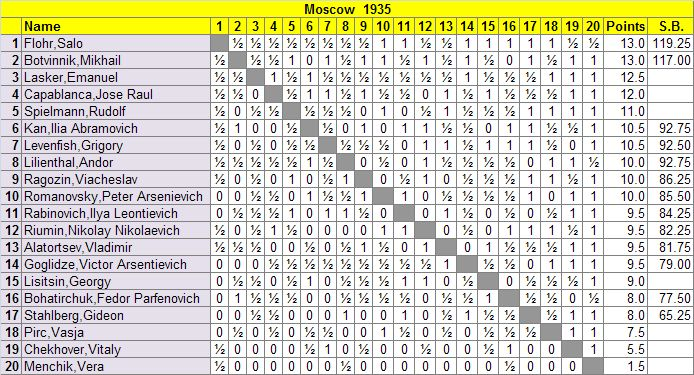
Clasificación final del torneo de ajedrez de Moscú, 1935.

A un jugador se le concede de forma general, por partida disputada, un punto (1) por la victoria, medio punto (½) por tablas o empate, y cero puntos (0) por la derrota, salvo que en las reglas del torneo se disponga de otra forma. Si en un torneo el número de jugadores es impar, habrá uno que deberá descansar, y recibirá un punto o medio punto según las normas del torneo. Este resultado se conoce como "bye". También según las normas de un torneo, existe un número de rondas en el cual un jugador podrá no ser emparejado y recibir una puntuación por "bye" que suele ser de medio punto.
Por convención, el primer jugador mencionado en un emparejamiento es quien lleva las piezas blancas. Los resultados de las partidas suelen representarse de la siguiente forma:
- 1-0: Victoria de las blancas
- ½-½: Tablas
- 0-1: Victoria de las negras

En los cuadros de puntuación de los torneos por round robin, un jugador recibe en la tabla el número de la fila en que se ubica a la izquierda, y para cotejar el resultado de dicho jugador con otro, se busca el número de éste en las columnas de la derecha. La casilla de la tabla correspondiente a la fila de un jugador de la izquierda y una columna indica el resultado entre ambos: si el jugador de la izquierda ganó la partida, recibirá un (1); si perdió la partida, un (0), y un (½) si la partida fue tablas.
En el ejemplo de la imagen correspondiente a la clasificación final del torneo de Moscú de 1935, el ganador (Flohr) venció al clasificado en décimo lugar (Romanovsky), hizo tablas con el número 2 (Botvinnik) y no perdió ninguna partida. De las 19 partidas que jugó, Flohr ganó siete e hizo tablas en doce, por lo que sumó 13 puntos.

### Regla de Bilbao
En algunos torneos se ha adoptado el mismo sistema de puntuación del fútbol, en el cual la victoria otorga 3 puntos, el empate 1 y la derrota cero, con el fin de aumentar la proporción de victorias sobre las tablas. Esta regla se conoce como la regla de Bilbao, por haberse utilizado por primera vez en el Torneo de Maestros de Bilbao en 2008.

### Puntuaciones en torneos por equipos
Anteriormente en los torneos por equipos organizados por la FIDE, los puntos obtenidos por un equipo en cada ronda eran la suma de los puntos obtenidos por sus jugadores individualmente. Luego, en las Olimpiadas de ajedrez y posteriormente en los campeonatos europeos y mundiales por equipos, se estableció que un equipo sumaba dos puntos por victoria (si sus jugadores sumaban más de la mitad de los puntos posibles), un punto por empate y cero por derrota, dejando la suma de los puntos individuales como primer sistema de desempate.

## Desempates
En caso de que dos o más jugadores terminen igualados en puntos, se puede recurrir a partidas de desempate o sistemas matemáticos.

### Sistemas matemáticos
Los sistemas matemáticos de desempate buscan premiar al jugador que haya tenido un mejor rendimiento, ya sea evaluando su desempeño o comparándolo con el de otros jugadores.

#### Basados en el desempeño individual
- Sistema acumulativo: es usado principalmente en el sistema suizo, y se basa en la suma de las puntuaciones acumuladas por un jugador luego de cada ronda

#### Basados en resultados contra oponentes
- Resultado particular: Se tiene en cuenta el resultado particular entre los jugadores empatados o la suma de puntos contando solo los resultados entre sí.
- sistema Bucholz: consiste simplemente en la suma de los puntos obtenidos por los oponentes enfrentados por un jugador
- media de Harkness: es igual al Bucholz pero eliminando la mayor y la menor de las puntuaciones.
- sistema Sonneborn-Berger: es igual a la suma de los puntos obtenidos por los oponentes a quienes se venció, más la mitad de los puntos obtenidos por los oponentes con quienes se ha empatado.

## Categorías
La FIDE clasifica los torneos de ajedrez mediante la media aritmética del Elo de sus participantes.
En los torneos de niveles de maestro hay 21 categorías. Para tener la categoría I, se necesita un mínimo de media de 2251 puntos. Las categorías de los torneos van subiendo, con incrementos de 25 puntos y van ordenándose en números romanos desde la categoría I, hasta la categoría XXI que termina con 2775 puntos.
| Categoría | Rango Elo             |
| --------- | --------------------- |
| I         | De 2251 a 2275 puntos |
| II        | De 2276 a 2300 puntos |
| III       | De 2301 a 2325 puntos |
| IV        | De 2326 a 2350 puntos |
| V         | De 2351 a 2375 puntos |
| VI        | De 2376 a 2400 puntos |
| VII       | De 2401 a 2425 puntos |
| VIII      | De 2426 a 2450 puntos |
| IX        | De 2451 a 2475 puntos |
| X         | De 2476 a 2500 puntos |
| XI        | De 2501 a 2525 puntos |

| Categoría | Rango Elo             |
| --------- | --------------------- |
| XII       | De 2526 a 2550 puntos |
| XIII      | De 2551 a 2575 puntos |
| XIV       | De 2576 a 2600 puntos |
| XV        | De 2601 a 2625 puntos |
| XVI       | De 2626 a 2650 puntos |
| XVII      | De 2651 a 2675 puntos |
| XVIII     | De 2676 a 2700 puntos |
| XIX       | De 2701 a 2725 puntos |
| XX        | De 2726 a 2750 puntos |
| XXI       | De 2751 a 2775 puntos |

Para los torneos de menos de 2251, aunque no tengan categoría FIDE, los organizadores los pueden puntuar para dar categorías o titulaciones locales, o para determinar las franjas de Elo en los cuales los jugadores pueden inscribirse.

## Controles de tiempo

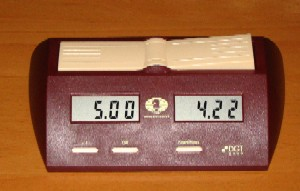
Reloj de ajedrez digital.

El control de tiempo es un aspecto reglamentado en un torneo de ajedrez, para consensuar, la duración de las partidas que van a ser disputadas.
La mayoría de los torneos de ajedrez, funcionan con los siguientes controles de tiempo:
- Partida Blitz o relámpago: Partidas que no duren más de 15 minutos por bando.
- Partida Rápida (o erróneamente llamada semirrapida): Partidas que duran más de 15 minutos y menos de 1 hora.
- Partida Estándar (ritmo clásico): Las que duran más que una partida rápida. También se las denomina partidas de ritmo normal o lento.

Este tipo de partidas, pueden ser jugadas, según las bases del torneo con o sin incrementos de tiempo. Para poder ser jugadas con incrementos de tiempo se necesita un reloj de ajedrez digital.

## Premios
Según las normas de los torneos, el campeón y un número determinado de clasificados, reciben a la finalización del mismo y en la fecha acordada en las bases, unos premios, que en la mayoría de las ocasiones suelen ser en dinero, aunque también pueden recibirse en bienes, como trofeos y en casos habituales en torneos de ajedrez escolar como medallas conmemorativas del torneo, diplomas de participación y lotes de libros de ajedrez.
En los torneos de ajedrez cerrados, con pocos jugadores y jugados por el sistema de round robin, lo común es que todos los jugadores reciban un premio predefinido de acuerdo con su clasificación final. Un sistema de repartición de premios en desuso es el llamado sistema Tietz, en el cual la bolsa de premios es dividida en dos mitades y repartida de acuerdo con la puntuación final de cada jugador: la primera mitad se reparte entre todos los jugadores en proporción directa a los puntos obtenidos por cada jugador, mientras que la segunda mitad de la bolsa se reparte entre los jugadores que puntuaron por encima de la media.